# Logan Polish
Logan Polish (* 2002, USA) je americká herečka.

## Počátky
Narodila se v USA do filmové rodiny režisérů, scenáristů a producentů Marka a Michaela Polishových.

## Kariéra
Před kamerou se poprvé objevila v roce 2006 ve filmu své strýce Michaela s názvem Astronaut i se svou sestřenicí Jasper, která zde hrála její sestru.
Objevila se také v dalším snímku svého strýce Jen pro zamilované.

## Filmografie

### Filmy
- 2006 - Astronaut
- 2011 - Jen pro zamilované